# 21519 Josephhenry
21519 Josephhenry (1998 KR54) là một tiểu hành tinh vành đai chính được phát hiện ngày 23 tháng 5 năm 1998 bởi nhóm nghiên cứu tiểu hành tinh gần Trái Đất phòng thí nghiệm Lincoln ở Socorro.